# Distrito de Chancay (San Marcos)
El Distrito de Chancay es una de los siete que conforman la Provincia de San Marcos, del Departamento de Cajamarca, bajo la administración del Gobierno Regional de Cajamarca, en el Perú. 
Desde el punto de vista jerárquico de la Iglesia católica forma parte de la Diócesis de Cajamarca, sufragánea de la Arquidiócesis de Trujillo.

## Historia
Mediante Ley N° 23508 del 11 de diciembre de 1982, en el gobierno del Presidente Fernando Belaúnde, se crea la Provincia de San Marcos, que incluye a los distritos de San Marcos, Ichocán, Paucamarca, Shirac y La Grama. 
Según Ley 24044, del 27 de diciembre de 1984, en el segundo gobierno del Presidente Fernando Belaúnde, se crea un distrito más y se cambian los nombres de los distritos, mas no las capitales, quedando la ciudad de San Marcos como capital de la provincia. Mediante Ley del 8 de diciembre de 1994 se creó el distrito de Chancay con su capital el pueblo de Chancay.

## Geografía
Abarca una superficie de 61,8 km² y está habitado por unas 3 303 personas según el censo del 2005.

## Capital
La capital del distrito es el poblado de Chancay, ubicado a 2 685 m s. n. m. a 11 km al sur de San Marcos que es la capital de la provincia, en la carretera longitudinal de la sierra.

## Autoridades

### Municipales
- 2019 - 2022
  - Alcalde: FERNANDO LUIS VALQUI TAPIA,

- 2011 - 2014[2]
  - Alcalde: José David Tapia Meléndez, del Movimiento de Afirmación Social (MAS).
  - Regidores: Carlos Percy Paredes Marzano (MAS), David Mendoza Cotrina (MAS), Calixta Florinda Olórtegui Sánchez (MAS), Ezequiel Aguinaldo Cabrera Rodríguez (MAS), José Rudecindo Meléndez Meléndez (Fuerza Social).[3]
- 2007 - 2010
  - Alcalde: Fernando Luis Valqui Tapia.

### Policiales
- Comisario:  PNP.

### Religiosas
- Diócesis de Cajamarca[4]
  - Obispo: Mons. José Carmelo Martínez Lázaro, OAR